# John Boardman
John Boardman (ur. 20 sierpnia 1927 w Ilford, zm. 23 maja 2024) – brytyjski archeolog i historyk sztuki starożytnej. Szczególną sferą jego zainteresowań była grecka rzeźba i malarstwo wazowe.
Absolwent Chigwell College i Magdalene College na Uniwersytecie Cambridge. Przez trzy lata pełnił funkcję zastępcy dyrektora Brytyjskiej Szkoły Archeologicznej (BSA) w Atenach. Prowadził własne wykopaliska, m.in. w Smyrnie, na Krecie, na Chios oraz w Tocra w Libii. Przez cztery lata był kustoszem w oksfordzkim Ashmolean Museum. Jest członkiem Akademii Brytyjskiej i oksfordzkiego Merton College. Autor licznych publikacji naukowych i popularyzujących, także współautor zbiorczych opracowań w cyklu wydawniczym The Cambridge Ancient History (trzyczęściowego tomu 3 oraz 4, 5, 6).

## Publikacje
- Excavations at Emporio, Chios (1964)
- The Greeks overseas: their early colonies and trade (1964))
- Archaic Greek gems (1968)
- Greek gems and finger rings: early bronze to late classical (1970)
- Athenian black figure vases (1974)
- Athenian red figure vases: the archaic period (1975)
- Greek sculpture: the archaic period (1978)
- Greek sculpture: the classical period. A handbook (1985)
- The Oxford history of the classical world (1986)
- The Oxford history of Greece and the Hellenistic world (1988)
- Athenian red figure vases: the classical period (1989)
- The Oxford illustrated history of classical art (1993)
- The diffusion of classical art in antiquity (1994)
- The Parthenon and its sculptures (1995)
- Early Greek vase painting, 11-6th centuries BC. A handbook (1998)
- The Great God Pan: the survival of an image (1998)
- Persia and the Greeks (2000)
- The history of Greek vases (2001)
- The archaeology of nostalgia (2002)
- Greece and the Hellenistic world (2002)
- The world of ancient art (2006)
- The triumph of Dionysos (2014)
- The Greeks in Asia (2015)